# Jack Black (Rattenfänger)

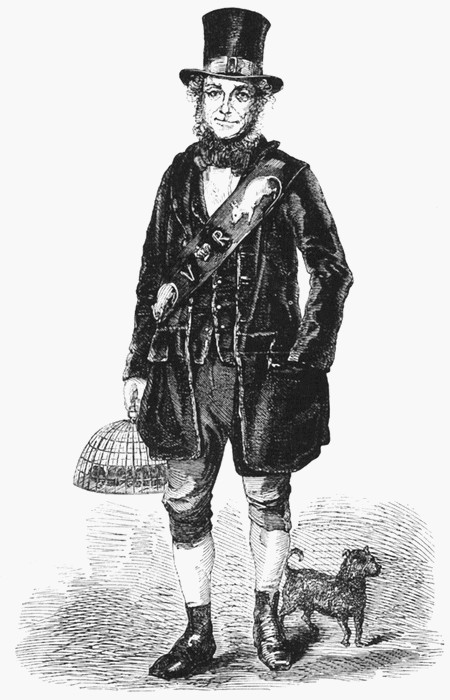
Porträt von Jack Black aus London Labour and the London Poor

Jack Black (geboren zwischen 1800 und 1810; gestorben nach 1850) war ein britischer Kammerjäger, der Mitte des 19. Jahrhunderts in London vor allem als Rattenfänger im Dienste der Königin Victoria aktiv war.

## Wirken als Rattenfänger
Jack Blacks Lebensdaten sind unbekannt, er gab aber im Jahr 1850 dem britischen Journalisten und Soziologen Henry Mayhew Auskunft über sein Leben und seine Tätigkeit. Mayhew veröffentlichte sein Porträt Blacks in dem dritten Band seiner Buchreihe London Labour and the London Poor. Demnach kam Jack Black im ersten Jahrzehnt des 19. Jahrhunderts zur Welt. Er hatte bereits als Neunjähriger im Auftrag von Landwirten Ratten gejagt und wurde kurz darauf ein professioneller Rattenfänger, der vor allem im Gebiet des Regent’s Parks tätig war. Black setzte zunächst Frettchen für die Jagd ein. Mit 15 Jahren widmete Black sich der Aufzucht von Singvögeln, die er sowohl an Tierliebhaber als auch an Schlachter verkaufte. Black war drei Jahre lang recht erfolgreich mit dem Vogelhandel, interessierte sich dann aber wieder für Ratten. Zur Jagd richtete er einen Welsh Terrier ab, den er auch erfolgreich in der Hundezucht einsetzte.
Im Jahr 1835 arbeitete Jack Black erstmals im Auftrag der Londoner Stadtverwaltung, die mehrere Kammerjäger zur Bekämpfung der Rattenplage in den städtischen Parks beschäftigte. Als der königliche Kammerjäger starb, wurde Black zu dessen Nachfolger ernannt. Black war ab sofort im gesamten Londoner Stadtgebiet tätig. Er pries sich selbst als „Ratten- und Maulwurffänger ihrer Majestät Königin Victoria“ und ließ sich eine eigene Uniform schneidern, mit der er auf die Straßen trat, um seine Dienste anzubieten. Mit seinem breiten Gürtel, auf dem er mehrere gusseiserne Ratten angebracht hatte, erzielte er große Aufmerksamkeit. So konnte er nach eigenen Angaben keinen Schritt gehen, ohne dass ihm eine große Menge von Schaulustigen folgte.

## Wirken als Rattenzüchter
Jack Black tötete normalerweise die Ratten mit einer eigenen Giftmischung, doch für die Demonstration seiner Künste fing er auch regelmäßig Ratten lebend. Einen Teil der Tiere verkaufte er an den Veranstalter Jimmy Shaw, der einer der bekanntesten Anbieter der im 19. Jahrhundert populären Rat-baiting-Shows war, in denen Ratten zur Belustigung des Publikums von Hunden zerfleischt wurden.
Ausgewählte Exemplare, die durch eine besonders schöne Fellfarbe auffielen, behielt Jack Black für sich und begann mit der Zucht von zahmen Wanderratten (Rattus norvegicus), aus denen sich innerhalb weniger Jahrzehnte die als Heimtier gehaltene Farbratte (Rattus norvegicus domesticus) entwickelte. Heute gilt Jack Black als der erste Züchter, der Farbratten domestiziert und verkauft hat.
Blacks zahme und farbenfrohe Tiere wurden auch von vielen wohlhabenden Familien bewundert, zahlreiche junge Mädchen kauften seine Ratten und hielten sie in Eichhörnchenkäfigen. Zu seinen Kundinnen soll auch die junge Beatrix Potter gezählt haben, die 1908 ihr Buch The Tale of Samuel Whiskers (deutsch: Die Geschichte von Bernhard Schnauzbart) ihrer eigenen Ratte Sammy gewidmet hatte.